# Martin Bommas
Martin Bommas (né en 1967) est un égyptologue, archéologue et philologue allemand. 
Depuis 2018, il est professeur et directeur du Musée des cultures anciennes de l'université Macquarie à Sydney, en Australie. 

## Carrière académique
Martin Bommas étudie l'égyptologie à l'université de Heidelberg et à l'université de Leiden. Après avoir travaillé sur la route du Karakorum dans les régions du nord du Pakistan et sur l'Hindou Kouch en 1989, il commence des fouilles en Égypte la même année. À 23 ans et au cours de la première guerre de Koweït, il est nommé directeur de la mission de l'Institut archéologique allemand sur l'île Éléphantine à Assouan. Dans sa thèse de doctorat, il reconstruit le temple de Khnoum de la XVIIIe dynastie à Éléphantine. Parmi les autres projets d'envergure avant 2009, citons à la fois la reconstruction de la porte monumentale d'Amenhotep II et de Ptolémée Ier, qui se trouvait autrefois dans le mur sud du téménos du temple de Satet, ainsi que la découverte d'un premier établissement humain au nord du sanctuaire de Heqaib. Depuis 2015, il dirige à Assouan le projet de recherche « Qubbet el-Hawa » (QHRP) de l'université de Birmingham. En 2016, il remporte le Top 10 Discoveries Award du Louxor Times après que le QHRP eut découvert la chaussée de Sarenpout Ier.
Il travaille sur des textes religieux à l'université de Leiden, aux Pays-Bas, et étudie le Papyrus Leiden I 346 du Nouvel Empire (publication en 1999).
En 1998, il publie les fragments perdus du mystérieux papyrus Harris 501 qu'il avait découvert à la Von-Portheim Stiftung, à Heidelberg. Entre 1994 et 2001, il travaille comme chercheur senior pour le projet de recherche Altägyptische Totenliturgien financé par DFG et dirigé par Jan Assmann, publié entre 2001 et 2008 en trois volumes. Parmi ses récentes monographies philologiques figure la reconstitution du rituel d'investiture égyptien antique (2013). 
Depuis 1998 et après avoir voyagé pendant de nombreuses années en Grèce, en Turquie et en Italie, il a publié de nombreux ouvrages sur le développement du culte d'Isis et des divinités égyptiennes en Méditerranée, axés sur le décodage des rituels liés aux mystères à partir d'objets archéologiques. 
En 2013, il est chercheur à Dumbarton Oaks, université Harvard à Washington DC. Il est rédacteur en chef du Journal of Egyptian Archaeology de l'Egypt Exploration Society de 2014 à 2018, société dont il est membre depuis 1995. Il est également éditeur de la série Mémoires culturelles et histoire dans l'Antiquité (CMHA) de Bloomsbury Publishing. 
En 2016 et 2017, il rejoint le Getty Research Institute de la Villa Getty à Malibu, où il découvre en 2017 une vaste collection de papyrus hiératiques non publiés, principalement issus du Livre des morts des Anciens Égyptiens.